# Hideaki Hagino
Hideaki Hagino (jap. 萩野 英明, Hagino Hideaki; * 20. Januar 1973 in Hokkaidō) ist ein ehemaliger japanischer Fußballspieler.

## Karriere
Hagino erlernte das Fußballspielen in der Schulmannschaft der Hokkai High School und der Universitätsmannschaft der Sapporo-Universität. Seinen ersten Vertrag unterschrieb er 1995 bei Sanfrecce Hiroshima. Der Verein spielte in der höchsten Liga des Landes, der J1 League. 1995 und 1996 erreichte er das Finale des Kaiserpokals. Ende 1996 beendete er seine Karriere als Fußballspieler.

## Erfolge
Sanfrecce Hiroshima
- Kaiserpokal

Finalist: 1995, 1996